# Cima delle Pozzette
Die Cima delle Pozzette ist mit 2132 m s.l.m. einer der höchsten Gipfel des Monte-Baldo-Bergrückens und gehört damit zu den Gardaseebergen in Norditalien.

## Topographie
Die Cima delle Pozzette ist einer der höchsten Gipfel des langgestreckten Monte-Baldo-Bergrückens, der sich grob von Norden nach Süden erstreckt. Weitere wichtige Gipfel in dieser Kette sind Punta Telegrafo und Cima Valdritta im Süden. 

## Alpinismus
Der Gipfel lässt sich am einfachsten als einfache Kammwanderung, beginnend an der Bergstation der Bergbahn Malcesine erreichen, als lange Kammwanderung auch von Süden von der Cima Valdritta aus erreichbar. Am Gipfel befindet sich ein einfaches improvisiertes Gipfelkreuz.

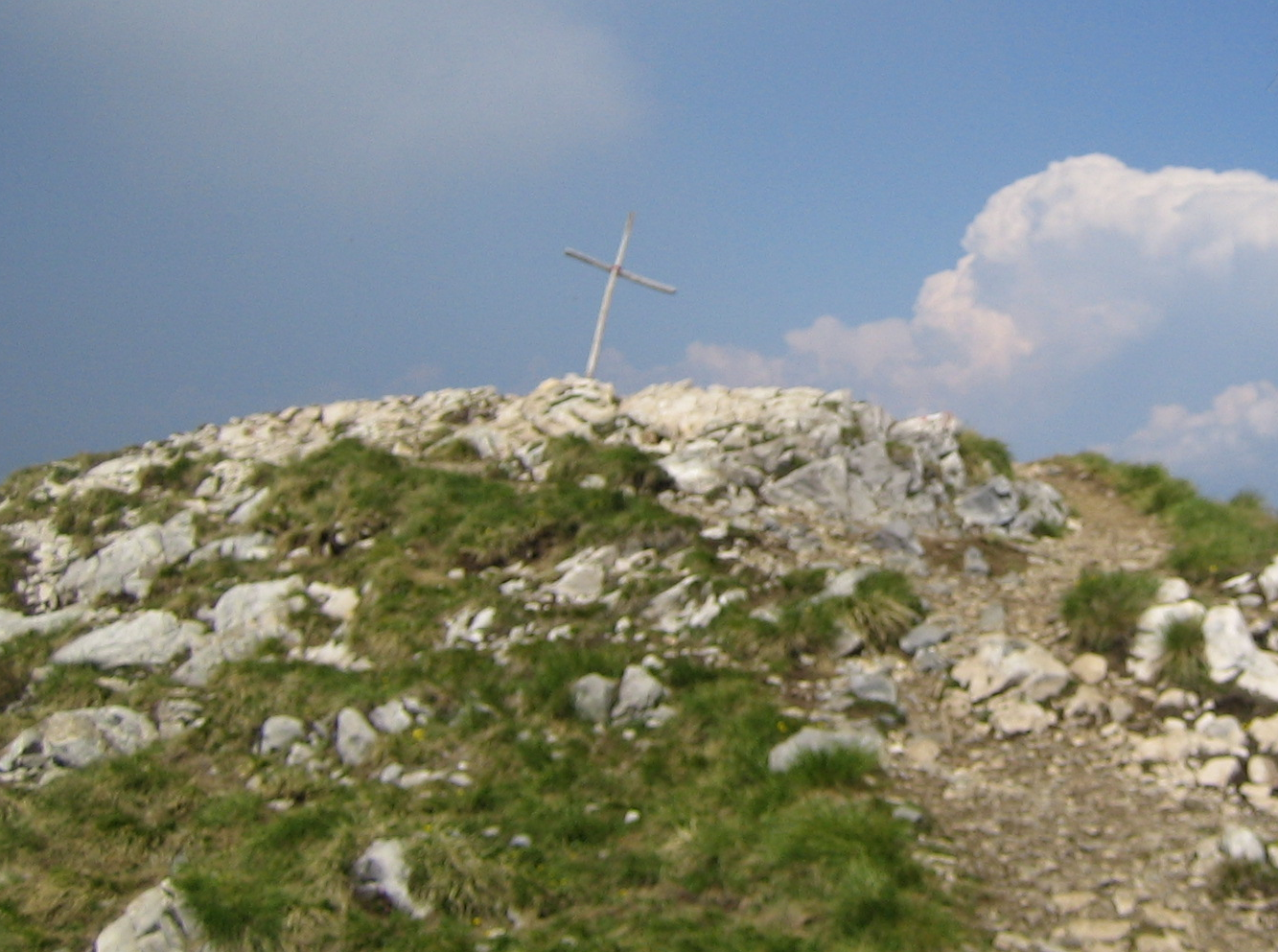
Gipfelkreuz